# Глід сумнівний
Глід сумнівний (Crataegus ambigua) — вид рослин із родини трояндових (Rosaceae). 

## Біоморфологічна характеристика

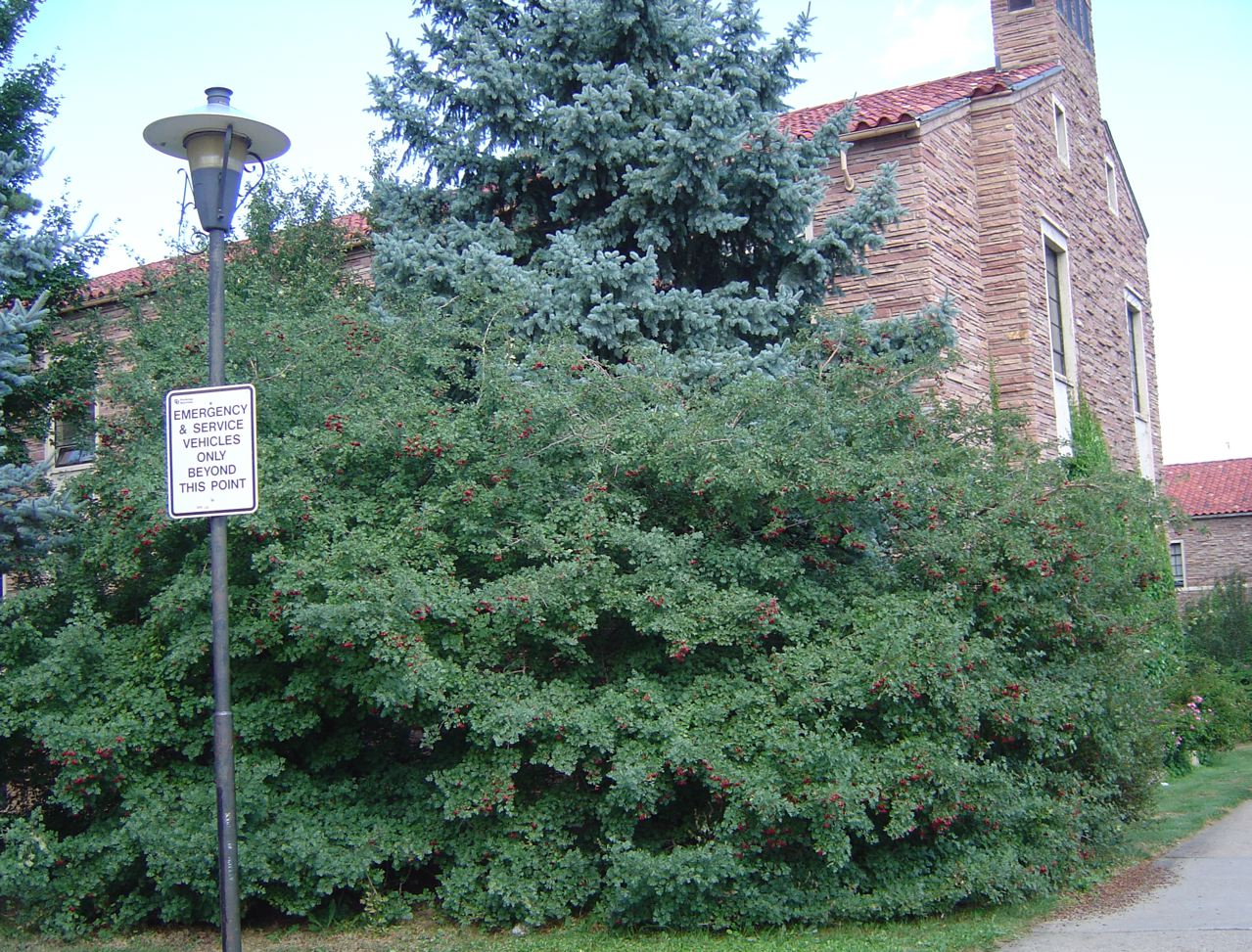
C. ambigua як декоративний на території Університету Колорадо

Це колючий листопадний кущ або дерево, яке може виростати до 10–12 метрів у висоту. Кулястий чи кулясто-еліпсоїдний плід пурпурно-чорний зі світлими крапками, приблизно 11–14 мм у діаметрі. У центрі плоду є до п'яти досить великих насінин.

## Середовище проживання
Зростає в Україні, євр. ч. Росії, Вірменії, Туреччині (сх. Анатолія), Казахстані, Ірані, Туркменістані.
В Україні вид зростає на пісках — у пониззі Дніпра, дуже рідко.

## Підвиди
Розрізняють два підвиди:
- Crataegus ambigua subsp. ambigua
- Crataegus ambigua subsp. transcaspica (Pojark.) K.I.Chr.

## Використання
Рослина збирається з дикої природи для місцевого використання в їжу. Іноді його культивують заради плодів у Вірменії, а також вирощують як декоративну рослину, де з нього можна зробити колючу живопліт. Хоча конкретних згадок про цей вид не було помічено, плоди і квіти багатьох глоду добре відомі в трав'яній народній медицині як тонізуючий засіб для серця, і сучасні дослідження підтвердили це використання.